# Đảo Baffin
Đảo Baffin (tiếng Anh: Baffin Island, tiếng Pháp: Île de Baffin) thuộc lãnh thổ Nunavut của Canada, là đảo lớn nhất tại Canada và đảo lớn thứ năm trên thế giới. Đảo Baffin có diện tích 507.451 km2 (195.928 dặm vuông Anh) và dân số khoảng 11.000 người (ước tính năm 2007). Hòn đảo được đặt theo tên của nhà thám hiểm người Anh William Baffin, hòn đảo có lẽ đã được người Norse tại Greenland và Iceland biết đến từ thời kỳ tiền Colombo và có thể là vị trí của Helluland, được nói đến trong saga Iceland (Saga Erik Đỏ (Eiríks saga rauða) và Saga Grœnlendinga).

## Địa lý

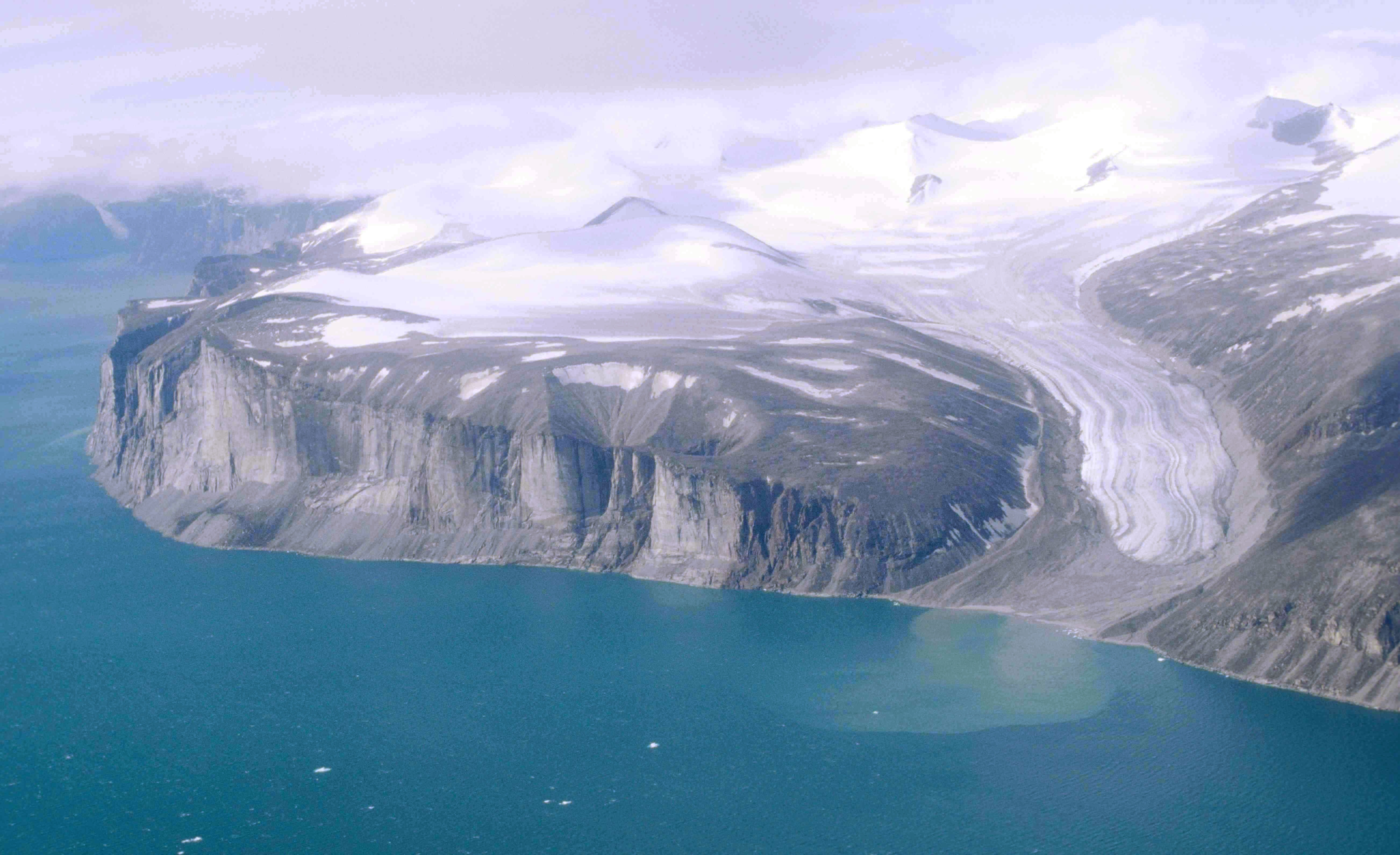
Bờ biển đảo Baffin.

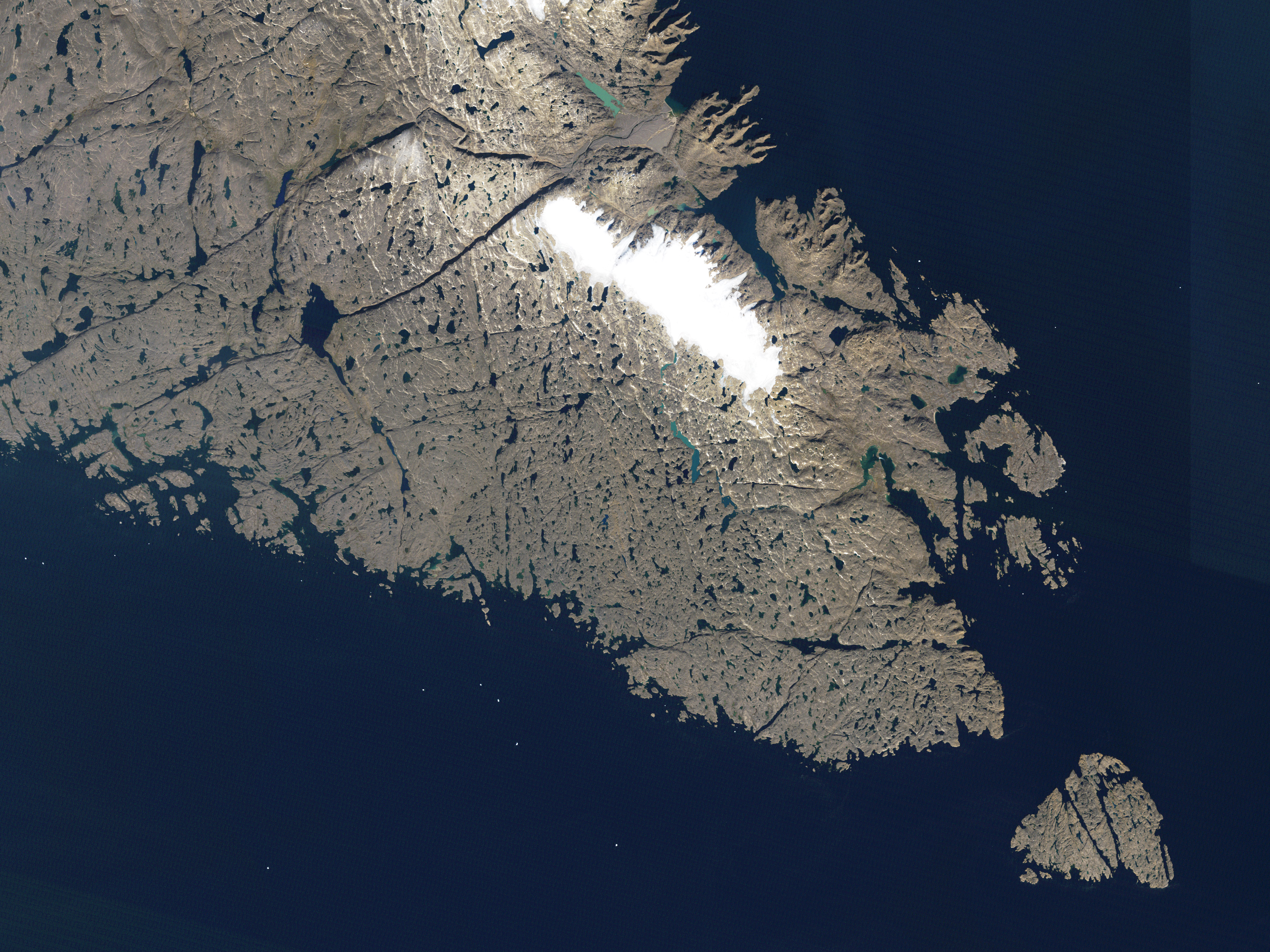
Mũi phía nam của đảo Baffin.

Iqaluit, thủ phủ của Nunavut, nằm ở bờ biển phía đông nam của đảo. Cho đến năm 1987, thị trấn có cùng tên với vịnh Frobisher mà nó nằm bên.
Phía nam đảo Baffin là eo biển Hudson, tách đảo với đất liền tỉnh Québec. Phía nam của cực tây hòn đảo là eo biển Fury và Hecla phân tách hòn đảo với bán đảo Melville ở lục địa. Ở phía đông là eo biển Davis và vịnh Baffin, và Greenland ở phía bên kia. Bồn địa Foxe, vịnh Boothia và eo biển Lancaster tách đảo Baffin vơpis các đảo còn lại của quần đảo ở phía tây và bắc.
Dãy núi Baffin chạy dọc theo bờ biển đông bắc của đảo và là một phần của Dãy núi Bắc Cực. Núi Odin là đỉnh cao nhất trên đảo, với cao độ thấp nhất là 2.143 m (7.031 ft) (một số nguồn cho là 2.147 m (7.044 ft)). Các đỉnh núi đáng chú ý khác gồm núi Asgard, nằm tại Vườn quốc gia Auyuittuq, với cao độ 2.011 m (6.598 ft). Núi Thor, với độ cao 1.675 m (5.495 ft), được cho là có dốc thẳng đứng hoàn toàn lớn nhất trên Trái đất, có cao độ1.250 m (4.100 ft).
Hai hồ lớn nhất trên đảo nằm ở phần phía nam-trung: hồ Nettilling (5.066 km2 (1.956 dặm vuông Anh)) và hồ Amadjuak ở xa hơn về phía nam. Chỏm băng Barnes nằm ở giữa hòn đảo.